# Ametralladora Johnson M1941
La Johnson M1941 era una ametralladora ligera estadounidense accionada por retroceso, diseñada a fines de la década de 1930 por Melvin Johnson. Compartía el mismo principio de funcionamiento y varias piezas con el fusil Johnson M1941 y la carabina M1947.

## Diseño
La ametralladora ligera M1941 fue diseñada por el abogado y capitán en reserva del Cuerpo de Marines de los Estados Unidos originario de Boston  Melvin Johnson Jr. Su meta era construir un fusil semiautomático que superase al M1 Garand, que había sido adoptado por el Ejército. A finales de 1937, había diseñado, construido y probado con éxito tanto el fusil semiautomático Johnson M1941 como un prototipo de ametralladora ligera. Ambos compartían un importante número de características y piezas comunes, así como ser accionados por retroceso corto y tener un cerrojo rotativo.
La ametralladora ligera de Johnson fue una de las pocas accionadas por retroceso y era fabricada con gran calidad. Era alimentada mediante un cargador curvo monohilera, que se insertaba en el lado izquierdo del cajón de mecanismos; los folletos de la empresa muestran un cargador de 20 cartuchos como estándar. Adicionalmente, el arma podía ser cargada mediante peines insertados en la portilla de eyección, o mediante cartuchos individuales. Su cadencia de disparo era ajustable, desde 200 a 600 disparos/minuto. Se construyeron dos versiones: la M1941 con culata de madera y bípode y la M1944 con culata tubular de acero y monópode telescópico de madera.
El diseño trataba de dirigir las fuerzas del retroceso, junto con la masa de las piezas móviles del arma, en una línea recta hacia el hombro del ametralladorista. Mientras este diseño minimizaba la elevación del cañón, los mecanismos de puntería debían situarse a mayor altura sobre el cañón y cajón de mecanismos.

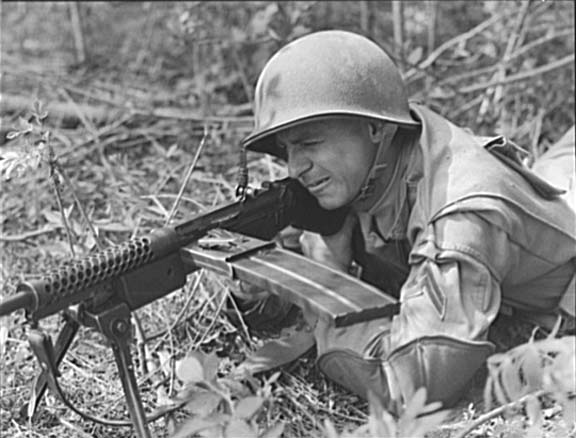
Cabo de Paramarines disparando una Johnson M1941.

El arma tiene varios paralelismos con el FG 42 alemán. Ambas son alimentadas desde el lado izquierdo, disparan a cerrojo abierto en modo automático y a cerrojo cerrado en modo semiautomático. Las dos armas son difíciles de transportar estando cargadas, debido a su cargador insertado lateralmente, y la Johnson tenía un cargador monohilera bastante largo, característica que tendía a desbalancear las armas. A pesar de estas similitudes, no hay evidencia que alguna de estas armas influenció en el diseño de la otra. Ambas armas trataban de resolver problemas parecidos, adoptando soluciones similares.
También se produjeron prototipos de fusiles semiautomáticos con cargadores de 20 cartuchos,[cita requerida] basados en la ametralladora Johnson M1941. La carabina Johnson M1947 es un ejemplo. Además existió una variante alimentada mediante cinta.

## Historial de combate

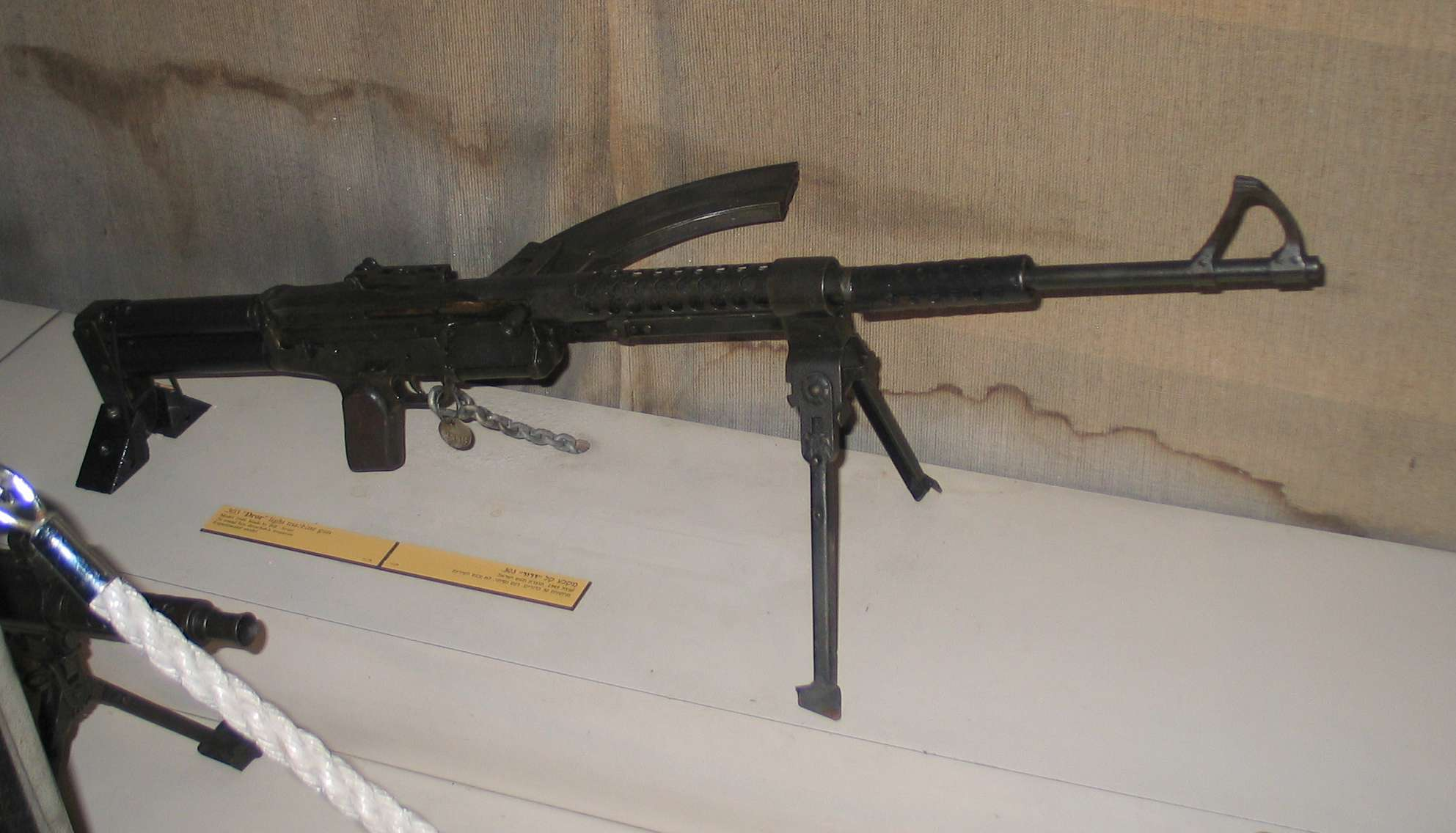
Museo Batey ha-Osef, Tel Aviv, Israel. Ametralladora ligera Dror

Johnson vendió pequeñas cantidades de su ametralladora ligera al Ejército y al Cuerpo de Marines de los Estados Unidos.
Durante la Segunda Guerra Mundial, las Fuerzas Especiales de los Aliados exigían un fusil automático más portátil, ligero y preciso, que ofreciera un poder de parada equivalente al del BAR. En consecuencia, esta ametralladora ligera fue adoptada como reemplazo del BAR para las unidades de Rangers que operaban detrás de las líneas del Eje. La Primera Fuerza de Servicio, creada conjuntamente con soldados canadienses y estadounidenses (la famosa Brigada del Diablo), recibió la nueva ametralladora ligera Johnson M1941, que fue muy apreciada en batalla. La cantidad vendida fue bastante limitada, debido al pequeño número de miembros de las Fuerzas Especiales.
La Johnson M1941 fue empleada por el ejército y la policía filipina durante la ocupación japonesa de la Segunda Guerra Mundial, desde 1942 y 1945, y en la posguerra desde 1945 hasta la década de 1960, incluso durante la Rebelión de Hukbalahap (1946-1954) y por las Fuerzas Expedicionarias Filipinas en Corea (1950-1955).
Poco tiempo después de la Guerra árabe-israelí de 1948, la Haganah (predecesora de las FDI) desarrolló una copia de la Johnson M1941, la Dror, calibrada para los cartuchos .303 British y 7,92 x 57 Mauser. Las fuerzas israelíes descubrieron que la Dror era proclive a bloquearse por el ingreso  de arena y polvo en su cajón de mecanismos, por lo que se descontinuó su empleo tras un breve período de servicio. Ernesto "Ché" Guevara utilizó una Johnson M1941 en la Revolución cubana.   

## Epílogo
Melvin Johnson continuó desarrollando armas ligeras. En 1955, se le solicitó su apoyo a la Fairchild/ArmaLite en promover (sin éxito) el fusil AR-10 de Eugene Stoner ante el Departamento de Defensa de los Estados Unidos, luego con ArmaLite y Colt's Manufacturing Company como abogado del AR-15. El AR-15 utilizaba un cerrojo de diseño similar al del Johnson M1941. Uno de sus últimos proyectos de posguerra fue promover una versión de la Carabina M1 calibre 5,7 mm, llamada "Spitfire".

## Usuarios
- Estados Unidos
- Canadá
- Filipinas
- Reino Unido